# Carta Pisana

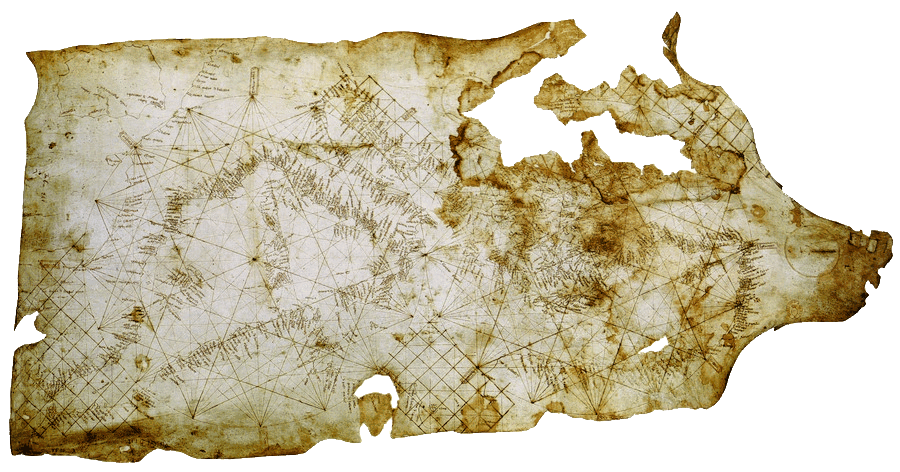
Immagine completa della Carta Pisana

La Carta Pisana è una carta portolanica disegnata alla fine del XIII secolo, probabilmente intorno al 1275, così chiamata poiché fu trovata a Pisa. Essa raffigura il Mar Mediterraneo, il Mar Nero e la costa Atlantica dell'Europa fino all'attuale Olanda. Tuttavia la carta è molto più precisa nel disegno del Mediterraneo che in quello della costa Atlantica. La Carta Pisana è la più antica carta nautica, completa di rose dei venti e linee lossodromiche, che ci sia pervenuta e in quanto carta portolanica, rappresenta dettagliatamente le coste e i porti, ma non riporta nessuna indicazione topografica o toponomastica relativa all'interno dei continenti.

## Redazione
Fra i possibili luoghi di produzione della Carta Pisana sono state indicate Pisa, dov'è stata trovata, Venezia e Genova, che rimane il luogo di produzione generalmente accettato. La densità di porti indicati sulla carta è maggiore sulla costa del Mar Tirreno che su quella adriatica e questo rende plausibile che il portolano sia stato redatto a Genova, all'epoca importante repubblica marinara del Tirreno. Inoltre, la prima attestazione scritta dell'uso di un portolano così dettagliato, risale al 1270 ed è riferita ad una nave genovese.
La datazione della Carta è confermata dal fatto che vi sia indicata la città di Manfredonia, fu fondata da Manfredi nel 1256.
È difficile determinare le fonti utilizzate per disegnare la Carta Pisana. L'uso di molti dialetti nella toponomastica fa, tuttavia, pensare che nella redazione del portolano furono consultate svariate fonti regionali.

## Rose dei venti e linee lossodromiche
La Carta raffigura due rose dei venti, una nel Mediterraneo occidentale (al largo della costa occidentale della Sardegna) ed una in quello orientale (sulla costa Egea della Grecia), che inscrivono quasi tutto il Mediterraneo dentro i rispettivi due circoli. Da ciascuna delle rose dei venti si dipartono sedici linee lossodromiche, corrispondenti alle direzioni dei venti. 
La Carta riporta anche una scala bidirezionale suddivisa in vari segmenti corrispondenti a 200, 50, 10 e 5 miglia. L'esatto valore di queste "miglia portolaniche" è difficile da calcolare, dato che la Carta presenta discrepanze fra un'area e l'altra; tuttavia, si ritiene che un miglio misurasse circa 1,25 chilometri.